# آتش در دشت (۲۰۱۴)
آتش در دشت (ژاپنی: 野火) فیلمی در ژانر درام به کارگردانی شینیا تسوکاموتو است که در سال ۲۰۱۴ اکران شد. از بازیگران آن می‌توان به شینیا تسوکاموتو، یوکو ناکامورا، و تاتسویا ناکامورا اشاره کرد.